# معهد نيو إنجلاند للبحوث المراهقين
معهد نيو إنجلاند لبحوث المراهقين (NEARI) هو منظمة علاجية تربوية تعمل في هوليوك، ماساتشوستس. وقد أسس هذا المعهد كلاً من ستيفن بينجس وبيني كانينجيم في عام 1984 لعلاج الشباب من متحدي الإعاقة الشديدة الذين يعانون من صعوبات في التعلم، و/أو مرض عقلي، و/أو اضطرابات عصبية. ويقوم معهد نيو إنجلاند لبحوث المراهقين بإدارة مدارس التربية الخاصة النهارية التابعة للقانون رقم 766 لذوي الاحتياجات الخاصة من طلاب المدارس الثانوية، والمدارس المتوسطة، والطلاب الأكبر سنًا من تلاميذ المدارس الابتدائية. وعلاوةً على ذلك، يدير المعهد معهدًا آخر للتدريب وشركة للنشر.
وقد نشرت هذه الشركة أعمالاً تبدأ من كتيبات للمتخصصين في مجال الاعتداء الجنسي وصولاً إلى قصص الناجين. ويتم اختيار كل الكتب لنشرها تبعًا لقدرتها على تثقيف العامة.

## الفلسفة التعليمية
تعمل المدارس النهارية التي تتبع هذا المعهد على تطبيق نموذج تعلم «قائم على العلاقات». وهذا النموذج عبارة عن مجموعة سياسات ومبادئ توجه العاملين بتلك المدارس إلى إقامة علاقات دائمة مع طلابهم. ومن الجدير بالذكر أن معظم تفاصيل هذا النموذج تعد ملكية خاصة ولا يمكن الكشف عنها هنا. ولكن من الجزئيات المعروفة علنًا عن ذلك النموذج انخفاض عدد الموظفين مقابل عدد الطلاب. ويقوم المعهد بتشغيل نسبة تقدر بحوالي 3:1 أو 2:1، وذلك بناءً على البرنامج المذكور. ويتمثل العيب الرئيسي لهذا المنهج في العبء المالي الباهظ الذي تتكبده المؤسسة للإنفاق على هذه المدارس.

## التعليم والعلاج المرتبط بالمخ
منذ عام 2000، يعمل المعهد على دمج التكنولوجيا «القائمة على المخ» في الخدمات التربوية والعلاجية. وتحت تنسيق وإشراف بيني كانينجيم، تجمع هذه المبادرة ما بين الوعي بـأساليب التعلم والتمارين المتخصصة، والممارسات الحديثة لتشخيص وعلاج المشكلات البصرية والسمعية.

## المنشآت

### المنشآت الحالية
تعمل المدارس النهارية التابعة للمعهد حاليًا من مبنيين مستأجرين من إحدى الأبرشيات التي كانت تدير المدرسة الأبرشية من خلال تلك المباني. وتقدر مساحة إجمالي المنشآت بحوالي 40,000 قدم مربع (3,700 م2)، ولكن المخطط العتيق أدى إلى إهدار مساحةٍ كبيرة من المكان. وتقدر نسبة الحواسيب التي تحتويها المباني بالمقارنة مع نسبة الطلاب بـ1:2 أو تزيد وتوزع على كل الفصول، وجميع هذه الحواسيب من نوع آبل طراز آي ماك أو أحدث من ذلك. ومع ذلك فإن النظام الإلكتروني للمنشآت عتيق ومتقادم، مما يؤدى إلى تعطل قواطع الدائرة الكهربية]. ولا تحتوي مباني المدرسة على منشآت تجارية للمطبخ، لذا يتم توصيل وجبات الطلاب يوميًا من إدارة هوليوك التعليمية. كما تعاني المنشآت أيضًا من سوء المادة العازلة وتهالك نظام معدات التكييف والتهوية مما يتسبب في زيادة تكاليف الطاقة.

### المنشآت المستقبلية
إن المعهد بصدد تأسيس مدرسة، وعيادة، ومنشأة تدريب متطورة على طريق إيست هامبتون بالقرب من الطريق 141 بشمال هوليوك. ويتم تخطيط هذه المنشأة لتكون آمنة على البيئة، وفعالة في استخدام الطاقة، ولتكون بناءً صديقًا للبيئة. ومن المفترض أن يعمل التصميم الجديد على تصحيح مشكلة المساحة الهدرة، كما أنه سيوفر مطبخًا حديثًا، ومعدات تكييف وتهوية جديدة، وخدمات مهنية متطورة. يعمل المشروع بالتعاون الوثيق مع المنظمين لتفادي إيذاء أي فصيلة مهددة بالانقراض موطنها الأم هو غابات هوليوك، مثل السمندل الرخامي. وتقدر التكلفة الإجمالية لهذا المشروع حاليًا بما يزيد عن ستة ملايين دولار.

## وصلات خارجية
- الموقع الرسمي